# Perros-Guirec
Perros-Guirec (bretonisch Perroz-Gireg) ist eine Gemeinde mit 7260 Einwohnern (Stand 1. Januar 2022) an der französischen Nordküste. Sie liegt in der Region Bretagne und im Département Côtes-d’Armor. Das Gemeindegebiet umfasst die Stadt Perros-Guirec sowie die Siedlungen Ploumanac’h und La Clarté. Perros-Guirec ist Hauptort des gleichnamigen Kantons.

## Bevölkerungsentwicklung
| Jahr                       | 1962 | 1968 | 1975 | 1982 | 1990 | 1999 | 2007 | 2016 |
| Einwohner                  | 6020 | 6866 | 7773 | 7496 | 7497 | 7614 | 7333 | 7212 |
| Quellen: Cassini und INSEE |      |      |      |      |      |      |      |      |

## Sehenswürdigkeiten
Siehe auch: Liste der Monuments historiques in Perros-Guirec
Perros-Guirec ist ein beliebter Badeort mit mehreren Stränden, unter anderem dem Plage de Trestraou direkt an der Promenade mit zahlreichen Restaurants und dem Casino und der Plage de Trestrignel, an der der Maler Maurice Denis sein Sommerdomizil hatte. Von dem Plage de Trestraou starten auch Ausflugsfahrten zu den nahe gelegenen Sept Îles, die für ihren Reichtum an Seevögeln, u. a. Basstölpeln bekannt sind. Außerdem gibt es in Perros-Guirec noch ein reich mit Blumen geschmücktes Rathaus, einen Yachthafen sowie ein Wachsfigurenkabinett zu besichtigen. Die Pfarrkirche St-Jacques besitzt ein bedeutendes Langhaus im Stil der Romanik.

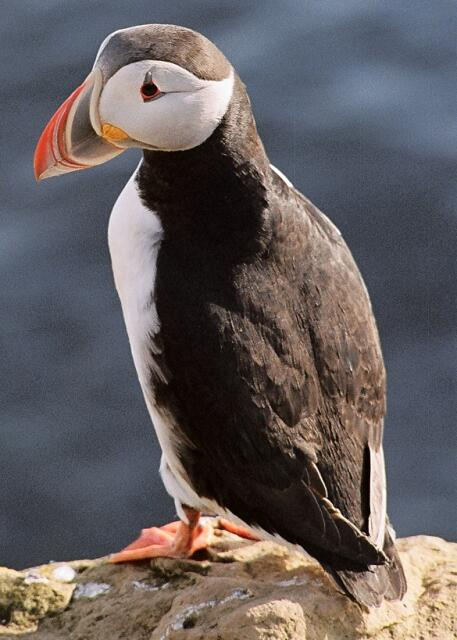
Papageitaucher, Symboltier der Stadt
Rosa Granitküste mit dem Leuchtturm von Ploumanac’h
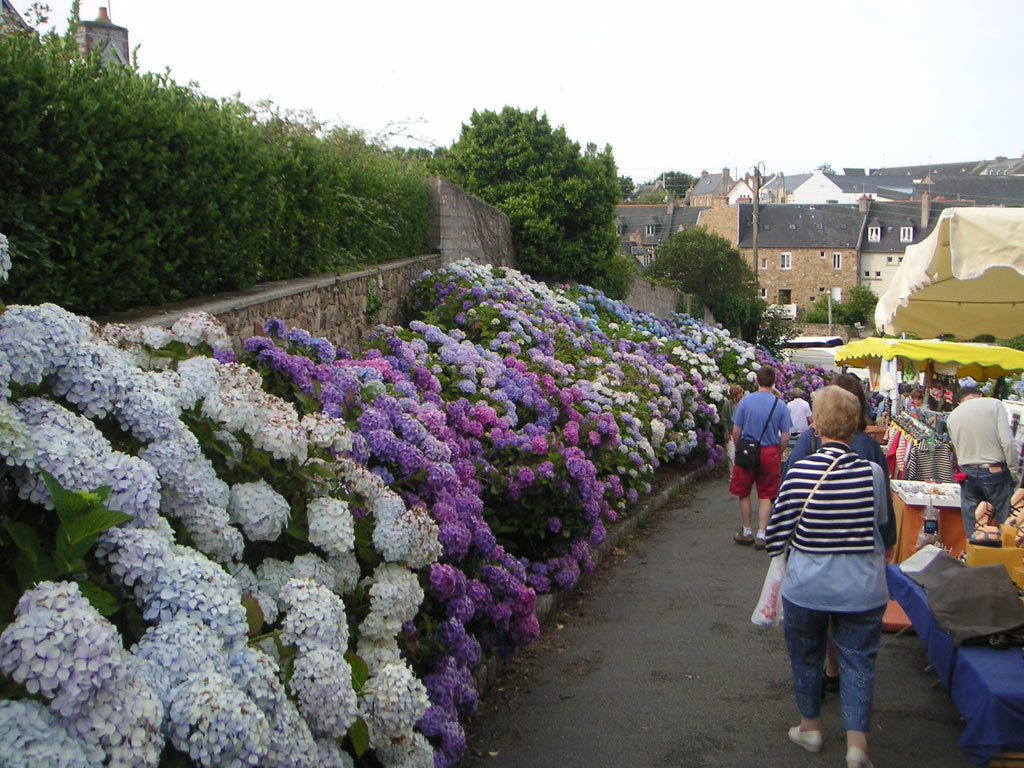
Hortensien am Markt von Perros

## Tourismus
Für Perros-Guirec spielt der Tourismus eine tragende Rolle. Mit einer Bettenkapazität von 30.000 ist Perros-Guirec größter Anbieter im Département.

### Beherbergungsbetriebe
- 650 Zimmer in 27 Hotels verschiedener Kategorien
- 1200 Ferienhäuser
- 1500 saisonbedingte Unterkünfte
- 4 Campingplätze
- 1 Jugendherberge
- zahlreiche Gästezimmer

### Gäste in Perros-Guirec
Die Gemeinde beherbergt jährlich ca. 85.000 Gäste, davon über die Hälfte während der Hauptsaison im Juli und August. 13.500 Personen kommen aus dem europäischen Ausland, hauptsächlich aus Großbritannien (32 %), Deutschland (20 %), Belgien (13 %), Italien (12 %) und den Niederlanden (8 %).